# Europäisches Gymnasium Bertha-von-Suttner
Das Europäische Gymnasium Bertha-von-Suttner ist ein Gymnasium im Berliner Ortsteil Reinickendorf.

## Geschichte
Die Schule wurde am 22. April 1908 von Vertretern der Bürgerschaft der damaligen Dorfgemeinde Reinickendorf auf privater Basis als „Höhere Schule für Mädchen“ gegründet. 1913 übernahm sie der preußische Staat als offizielles „Lyceum Reinickendorf“ für die Klassen 1–10. Die Schule hatte zunächst kein eigenes Gebäude, sondern war während des Ersten Weltkriegs und der Weimarer Republik in den Gebäuden anderer Schulen untergebracht. Im Zweiten Weltkrieg wurde sie aufgrund der alliierten Luftangriffe nach Křtiny in die Nähe von Brünn ausgelagert. 1946 legten die ersten, inzwischen nach Berlin zurückgekehrten, Schülerinnen ihr Abitur ab.
Im Schuljahr 1946/47 erhielt die Schule den Namen Bertha-von-Suttner-Oberschule in Erinnerung an die erste Friedensnobelpreispreisträgerin, Bertha von Suttner. 1952 nahm sie im Rahmen der allgemeinen Einführung der Koedukation erstmals auch Jungen auf. Im Sommer 1960 erhielt die Schule ein eigenes Gebäude in der Reginhardstraße 172, das 1981 durch einen Anbau erweitert wurde.
Bis zum Mauerbau im Jahr 1961 existierten sogenannte „Ostklassen“ an der Schule, die von Schülern aus dem nahegelegenen Sowjetischen Sektor in Ost-Berlin besucht wurden.

## Heute
Seit dem Schuljahr 1983/84 bietet die Schule neben dem neusprachlichen Zweig mit Übergang in Klasse 7 auch einen altsprachlichen Zweig mit Beginn in Klasse 5 an, wobei die Sprachenfolge aus Englisch, Latein, Altgriechisch besteht. Seit dem Schuljahr 1999/2000 kann alternativ zu Altgriechisch auch Französisch als dritte Fremdsprache gewählt werden. Als vierte Sprache kann ab Klasse 9 Spanisch oder Chinesisch gewählt werden.
Der im Oktober 2011 neu verliehene Name ‚Europäisches Gymnasium Bertha-von-Suttner‘ soll zum Ausdruck bringen, dass die Schule das Projekt der europäischen Einigung positiv begleiten möchte. Diese europäische und internationale Orientierung schlägt sich auch in den 13 Schulen in Europa, Kanada sowie den USA nieder, mit denen das Gymnasium Partnerschaften pflegt. Außerdem macht die Schule verschiedene bilinguale Angebote.
Wegen seiner naturwissenschaftlich-technischen Schwerpunkte ist das Gymnasium seit 2013 als „MINT-freundliche Schule“ ausgezeichnet. Seit 2014 trägt die Schule zudem das „Qualitätssiegel für Exzellente Berufliche Orientierung“.

## Bekannte Schüler
- Dieter Wohlfahrt (1941–1961), Fluchthelfer und Todesopfer an der Berliner Mauer
- Jan-Carl Raspe (1944–1977), RAF-Mitglied
- Jörg Gudzuhn (* 1945), Schauspieler
- Bernd August (1952–1988), Profiboxer im Schwergewicht
- Sven Meyer (* 1970), Fußballspieler (Hertha BSC)
- Pegah Ferydoni (* 1983), Schauspielerin und Sängerin
- İlker Çatak (* 1984), Filmemacher
- Sonja Gerhardt (* 1989), Schauspielerin
- Leo Köpp (* 1998), Leichtathlet
- Malte Delow (* 2001), Basketballspieler